# 鉄道廃線跡の旅
鉄道廃線跡の旅（てつどうはいせんあとのたび）は、2004年前後に製作された紀行番組である。
廃止された鉄道路線跡を探訪し、当該鉄道関係者へのインタビューを行うとともに、沿線の観光名所等を紹介する。

## 放送された路線
（下記の事業者名・路線名は放送内で提示されたものであり、廃止時ないし現在の正式名称とは異なる場合がある）
- 鹿児島交通南薩線**
- 宮之城線**
- 山野線**
- 福井鉄道南越線**
- 福井鉄道鯖浦線**
- 北陸本線** （※今庄駅～杉津駅～敦賀駅間の旧線跡）
- 静岡鉄道駿遠線**
- 北恵那鉄道**
- 遠州鉄道奥山線**
- 豊橋鉄道田口線**
- 駿豆鉄道旧線 （※旧三島駅からの旧線跡）
- 東海道本線沼津港貨物線跡

**印のある路線については、1路線につき、2回分の番組が製作されている。

## 放送日時
- 旅チャンネル：毎週木曜日 12:00-12:30
当番組の製作を行っているJICの関連会社であるため定期的に再放送が行われている。
- MONDO21：現在は放送休止中
同じくJICの関連会社であるため定期的に再放送が行われている。
- サンテレビジョン：毎週木曜 18:00 - 18:30
2004年4月 - 2004年12月23日、但し同年9月まではプロ野球中継の雨傘番組扱い。
冒頭で「この番組は2004年3月以前に制作されたものです」というテロップが挿入された。
- 千葉テレビ放送：毎週土曜 10:30 - 11:00
2006年4月より2007年1月6日まで放送（2006年9月までは不定期に日曜18:30 - で放送）。
- テレビ神奈川：毎週土曜 17:30 - 18:00（現在は放送終了）
2007年11月10日から2008年4月26日まで放送。
その他、2007年7月11日16:15 - 16:30に東海道本線沼津港貨物線跡（終了間際に「この番組は2003年に制作されたものです。」というテロップが挿入された）が、2007年7月12日15:17 - 15:32には総集編Part1（前半6路線）が放送された。

## スタッフ
- ナレーター：外崎明彦
- 企画：北條康子（JIC）
- 脚本：RYO
- ディレクター：五十嵐洋生
- タイトル：佐藤大輔
- Music Preparation：Non
- EED：Catwalk EED Room
- MIX：大江善保、鈴木雅子
- 技術協力：LIGHT WORKS、Beam TV Center
- アシスタント・プロデューサー：佐々木愛
- プロデューサー兼ディレクター：内野伸二
- プロデューサー：伊藤太郎（JIC）
- 制作協力：CATWALK
- 製作・著作：JIC